# Sandra Ringwald
Sandra Ringwald (27 settembre 1990) è un'ex fondista tedesca.

## Biografia
La Ringwald, originaria di Schönwald im Schwarzwald, ha debuttato in gare FIS nel dicembre del 2005 e ha esordito in Coppa del Mondo il 4 dicembre 2010 nella sprint di Düsseldorf, classificandosi 45ª.
Ha esordito ai Campionati mondiali a Val di Fiemme 2013, dove è stata 38ª nella sprint e 51ª nello skiathlon; due anni dopo, nella rassegna iridata di Falun 2015, nelle medesime specialità si è classificata rispettivamente al 13º e al 32º posto. Ha ottenuto il primo podio in Coppa del Mondo il 17 gennaio 2016 a Planica, piazzandosi 3ª in una sprint s squadre; ai Mondiali di Lahti 2017 si è classificata 14ª nella sprint, 20ª nello skiathlon e 6ª nella staffetta. Ai XXIII Giochi olimpici invernali di Pyeongchang 2018, sua prima presenza olimpica, si è classificata 26ª nella 10 km, 15ª nella sprint, 10ª nella sprint a squadre e 6ª nella staffetta; nella stagione successiva ai Mondiali di Seefeld in Tirol è stata 27ª nella 10 km, 12ª nella sprint, 6ª nella sprint a squadre e 4ª nella staffetta.

## Palmarès

### Coppa del Mondo
- Miglior piazzamento in classifica generale: 17º nel 2016
- 3 podi (1 individuale, 2 a squadre):
  - 2 secondi posti (1 individuale, 1 a squadre)
  - 1 terzo posto (a squadre)